# 沈杰 (摄影师)
沈杰（1930年—），男，汉族，四川南充人，中国纪录片摄影师，曾任中国电影家协会理事。